# Caladenia magniclavata
Caladenia magniclavata é uma espécie de orquídea geófita, família Orchidaceae, do oeste da Austrália,  onde cresce em grupos esparsos ou ocasionalmente grandes colônias, em bosques, ou locais de vegetação arbustiva,  charnecas, e afloramentos de granito, em áreas de solo bem drenado mas ocasionalmente em áreas sazonalmente alagadiças.
São plantas com uma única folha basal pubescente com marcas proeminentes púrpura perto da base, e uma inflorescência rija, fina e densamente pubescente, com uma ou poucas flores, que vagamente lembram uma aranha, muito estreitas, caudadas, e bem esparramadas, normalmente pendentes. Em conjunto formam grupo bem vistoso quando sua floração é estimulada por incêndios de verão.
Pertence a um grupo de três espécies, tratadas por David Jones como Alliance Erect Spider do gênero Arachnorchis, que distingue-se dos outros grupos de Caladenia por apresentar diferente tipo de pubescência nas folhas e inflorescências, por suas flores grandes, de sépalas e pétalas atenuadas, de extremidade largas e achatadas; e labelo pendurado firmemente, com dentes marginais curtos com evidentes espessamentos apicais; e osmóforos especializados.

## Publicação e sinônimos
- Caladenia magniclavata Nicholls, Victorian Naturalist 64: 135 (1947).

Sinônimos homotípicos:
- Caladenia longiclavata var. magniclavata (Nicholls) A.S.George, Nuytsia 1: 173 (1971).
- Arachnorchis magniclavata (Nicholls) D.L.Jones & M.A.Clem., Orchadian 13: 395 (2001).
- Calonema magniclavatum (Nicholls) Szlach., Polish Bot. J. 46: 18 (2001).
- Calonemorchis magniclavata (Nicholls) Szlach., Polish Bot. J. 46: 141 (2001).